# Sovran
Sovran è il sesto album in studio del gruppo musicale metal svedese Draconian, pubblicato il 30 ottobre 2015 attraverso l'etichetta discografica Napalm Records. È il primo album in cui compare la nuova voce femminile Heike Langhans.

## Tracce
Testi di Anders Jacobsson, eccetto dove indicato, musiche di Johan Ericson.
1. Heavy Lies the Crown – 6:39
2. The Wretched Tide – 6:09
3. Pale Tortured Blue – 6:14
4. Stellar Tombs – 6:02
5. No Lonelier Star – 7:50
6. Dusk Mariner – 8:00 (testo: Heike Langhans, Anders Jacobsson)
7. Dishearten – 6:37 (testo: Heike Langhans, Anders Jacobsson)
8. Rivers Between Us (feat. Daniel Änghede) – 6:48
9. The Marriage of Attaris – 8:54
10. With Love and Defiance – 4:21 – bonus track

Le parti narrate sono tratte da The Nature of Consciousness di Alan Watts.

## Formazione
Gruppo
- Anders Jacobsson - voce death
- Heike Langhans - voce
- Johan Ericson - chitarre
- Daniel Arvidsson - chitarre
- Fredrik Johansson - basso
- Jerry Torstensson - batteria

Altri musicisti
- Daniel Änghede – voce maschile (pulita) (traccia 8)
- Olof Götlin - violino

Produzione
- Johan Ericson - produzione, arrangiamento
- Draconian - produzione, arrangiamento
- David Castillo - co-produzione, registrazione delle voci
- Jakob Hermann - co-produzione, registrazione della batteria
- Karl Daniel Lidén - registrazione delle voci
- Jens Bogren - missaggio, mastering
- Costin Chioreanu - artwork di copertina